# Kreis Molsheim
| Basisdaten                | Basisdaten                  |
| ------------------------- | --------------------------- |
| Bundesstaat               | Reichsland Elsaß-Lothringen |
| Bezirk                    | Unterelsaß                  |
| Verwaltungssitz           | Molsheim                    |
| Fläche                    | 740 km² (1910)              |
| Einwohner                 | 67.069 (1910)               |
| Bevölkerungsdichte        | 91 Einw./km² (1910)         |
| Gemeinden                 | 70 (1910)                   |
| Lage des Kreises Molsheim |                             |
|                           |                             |

Der Kreis Molsheim war von 1871 bis 1920 ein deutscher Landkreis im Bezirk Unterelsaß des Reichslandes Elsaß-Lothringen. Das Gebiet des Kreises liegt heute im Wesentlichen im Arrondissement Molsheim des französischen Départements Bas-Rhin. 

## Geschichte
Nachdem Elsaß-Lothringen durch den Frankfurter Friedensvertrag an das Deutsche Reich gefallen war, wurde 1871 aus dem bis dahin französischen Arrondissement Molsheim der Kreis Molsheim gebildet. Nach dem Ende des Ersten Weltkrieges wurde der Kreis 1918 von Frankreich besetzt, kam am 17. Oktober 1919 unter französische Verwaltung und gehörte mit dem Inkrafttreten des Versailler Vertrages am 10. Januar 1920 wieder als Arrondissement Molsheim dem französischen Staat an. 
Im Zweiten Weltkrieg stand Elsaß-Lothringen von 1940 bis 1944 unter deutscher Besatzung. Während dieser Zeit bildete das Gebiet des Arrondissements Molsheim den Landkreis Molsheim. Der Kreis wurde nicht im völkerrechtlichen Sinne annektiert, sondern war dem Gauleiter für den Gau Baden in Karlsruhe unterstellt. Zwischen November 1944 und Februar 1945 wurde das Kreisgebiet von alliierten Streitkräften eingenommen und kam wieder an Frankreich.

## Politik

### Kreisdirektoren
1871–187200von Stockhausen (kommissarisch)
1872–187300Maximilian von Oberländer
1873–188000Carl von Ardenne
1880–188800Ludwig Gundlach
1888–189000von Gagern (kommissarisch)
1890–190100Paul Swiersen
1901–191100Eduard Knüppel
1911–191500von Heeren
1915–191800Oexle

### Landesausschuss
1879 bis 1911 wählte der Kreis jeweils einen Vertreter in den Landesausschuss des Reichslandes Elsaß-Lothringen. Dies waren
1879–188500Ernest Fuchs
1885–189100Henry Apprederis
1891–189400Carl Röder von Diersburg
1894–190000Friedrich von Zeppelin-Aschhausen
1900–191100Anselme Laugel

### Landkommissar
1940–999900Adam Klemm (kommissarisch)

### Landräte
1940–194400Adam Klemm

## Einwohnerentwicklung
| Einwohner      | 1871   | 1890   | 1900   | 1910   |
| -------------- | ------ | ------ | ------ | ------ |
| Kreis Molsheim | 73.233 | 67.931 | 67.092 | 67.069 |

Gemeinden mit mehr als 3000 Einwohnern (Stand 1910):
| Molsheim    | 3163 |
| Mutzig      | 3262 |
| Rosheim     | 3062 |
| Vorbruck    | 3248 |
| Wasselnheim | 3531 |

## Gemeinden
Im Jahre 1910 umfasste der Kreis Molsheim 70 Gemeinden. Durch kaiserliche Verordnung vom 2. September 1915 erhielten 12 Gemeinden einen amtlichen deutschen Namen, wobei meist auf historische Namensformen und Übersetzungen zurückgegriffen wurde.
| - Altdorf - Avolsheim - Balbronn - Barenbach - Bellefosse (ab 1915 Schöngrund) - Belmont (ab 1915 Schönenberg) - Bergbieten - Bischofsheim - Bliensbach - Börsch - Bourg-Bruche (ab 1915 Burg-Breusch) - Colroy-la-Roche (ab 1915 Kolrein) - Dachstein - Dahlenheim - Dangolsheim - Dinsheim - Dorlisheim - Engenthal | - Ergersheim - Ernolsheim - Flexburg - Fouday (ab 1915 Breusch-Urbach) - Grandfontaine (ab 1915 Michelbrunn) - Grendelbruch - Greßweiler - Griesheim - Heiligenberg - Irmstett - Kirchheim - Koßweiler - Lützelhausen - Marlenheim - Mollkirch - Molsheim - Mühlbach - Mutzig | - Natzweiler - Neuweiler - Niederhaslach - Nordheim - Oberhaslach - Odratzheim - Ottrott - Plaine (ab 1915 Blen) - Ranrupt (ab 1915 Roggensbach) - Romansweiler - Rosenweiler - Rosheim - Rothau - Ruß - Saales (ab 1915 Saal) - St. Blaise (la Roche) (ab 1915 Heiligblasien) - Sankt Nabor - Saulxures (ab 1915 Salzern) | - Scharrachbergheim - Schirmeck - Solbach - Still - Sulzbad - Tränheim - Urmatt - Vorbruck - Waldersbach - Wangen - Wangenburg - Wasselnheim - Westhofen - Wildersbach - Wisch - Wolxheim |